# Impasse des Charpentiers (Strasbourg)
Pour les articles homonymes, voir Impasse des Charpentiers.
L'impasse des Charpentiers (en alsacien : Zimmerlitgässel) est une voie  de Strasbourg, rattachée administrativement au quartier Centre, qui s'ouvre sur la rue des Charpentiers. 

## Histoire
La voie est attestée depuis le milieu du XVIIIe siècle. Elle est alors considérée comme une venelle de la rue des Charpentiers (Schlupf in der Zimmerleutegasse). En 1856, elle devient l'impasse des Charpentiers, une appellation qu'on retrouve en 1918 et depuis 1945. Pendant l'occupation allemande, en 1872 et 1940, elle avait été renommée Zimmerleutgässchen,.
Comme la rue, l'impasse doit son nom à la tribu (corporation) des Charpentiers qui s'était installée au XVe siècle sur l'emplacement de l'actuel no 16 de la rue des Charpentiers.

## Bâtiments remarquables
La maison qui se trouve au fond de la venelle date du XVIIe siècle.

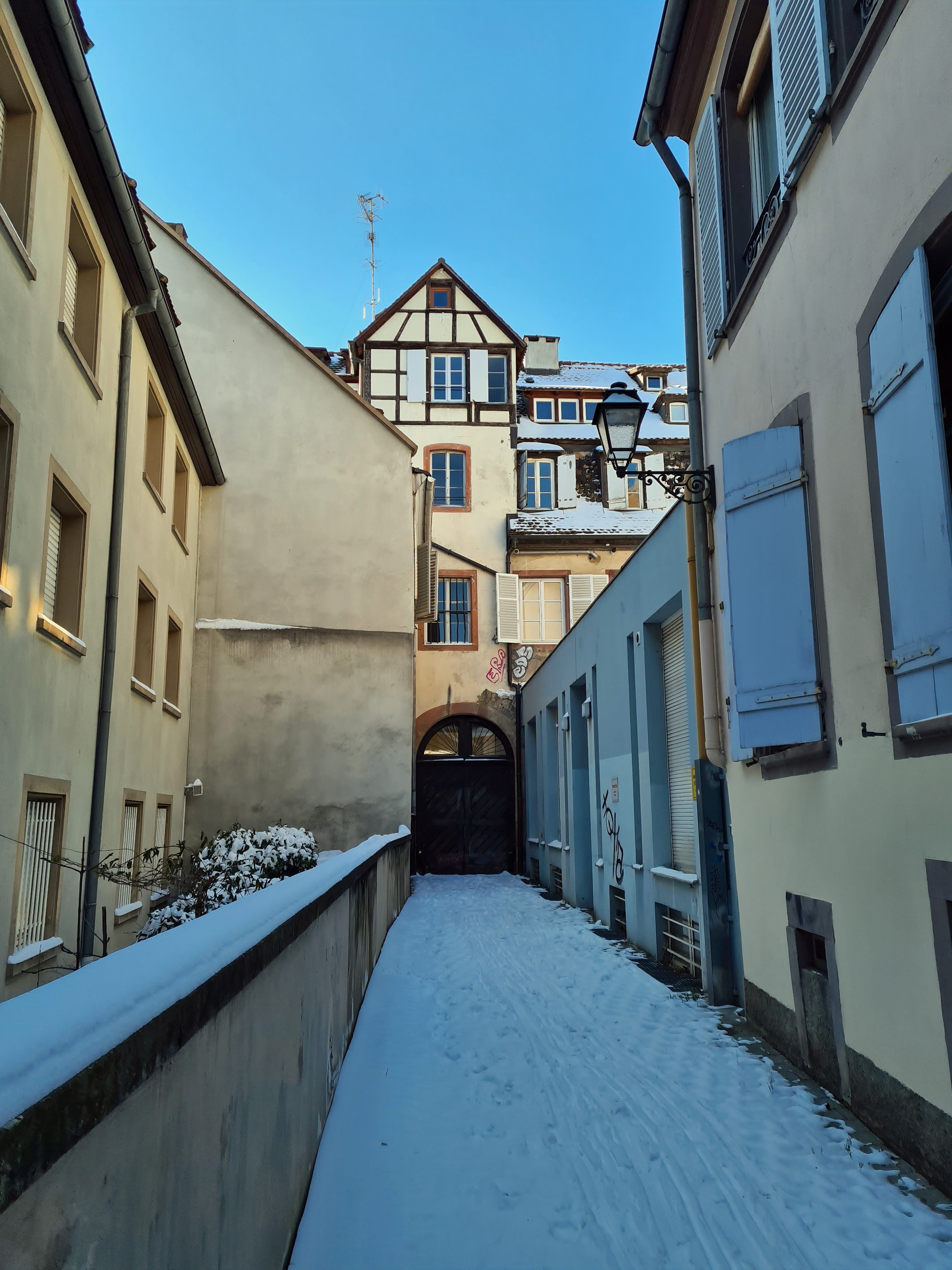
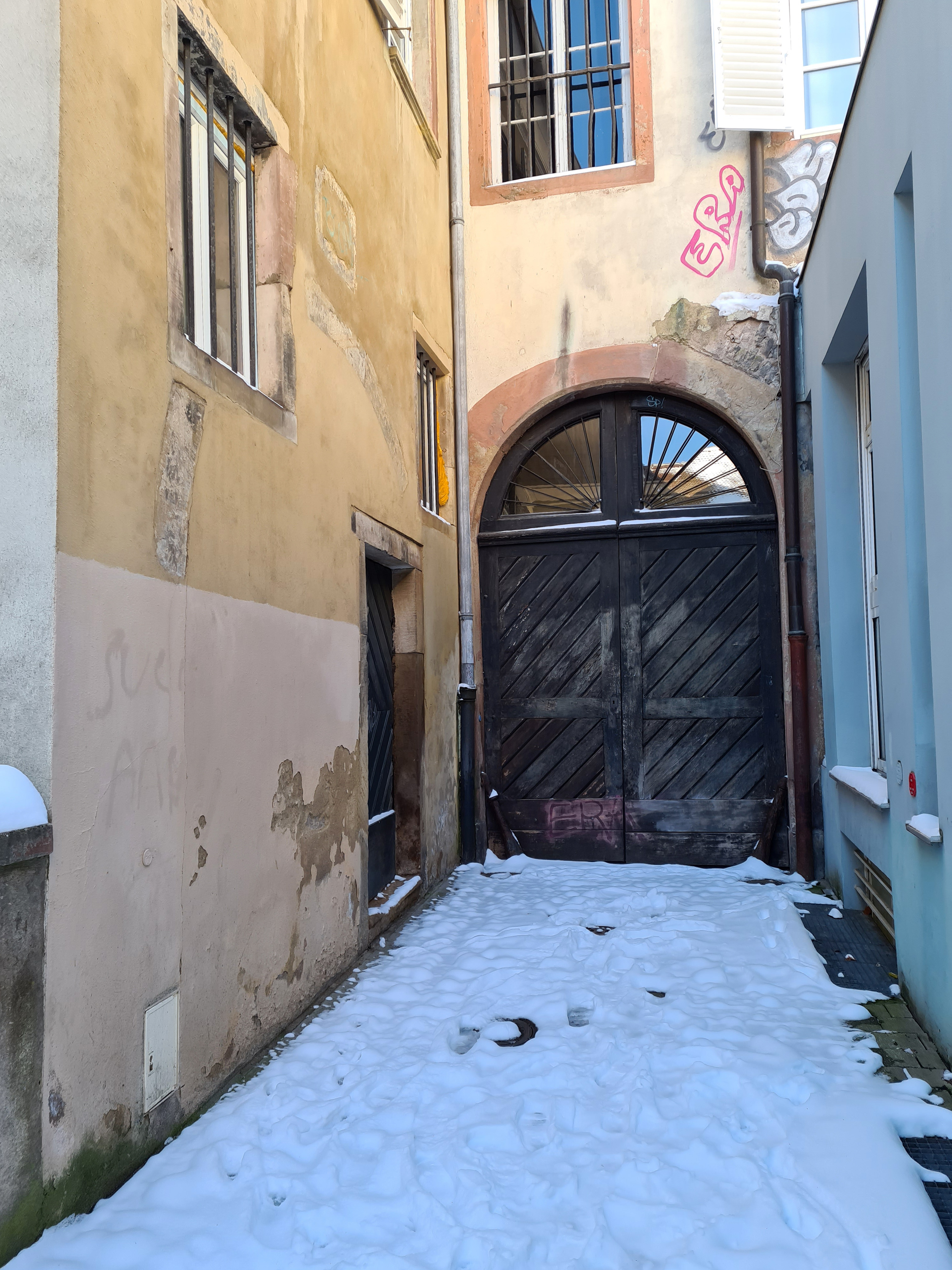

L'impasse est entourée d'immeubles du XVIIIe siècle. S'ouvrant dans la rue des Charpentiers entre la façade arrière du no 16 et le no 18, elle fait face à l'hôtel de Dartein, qui occupe les nos 17 et 19, et dont la façade sur rue fait l'objet d'un classement au titre des monuments historiques depuis 1927.

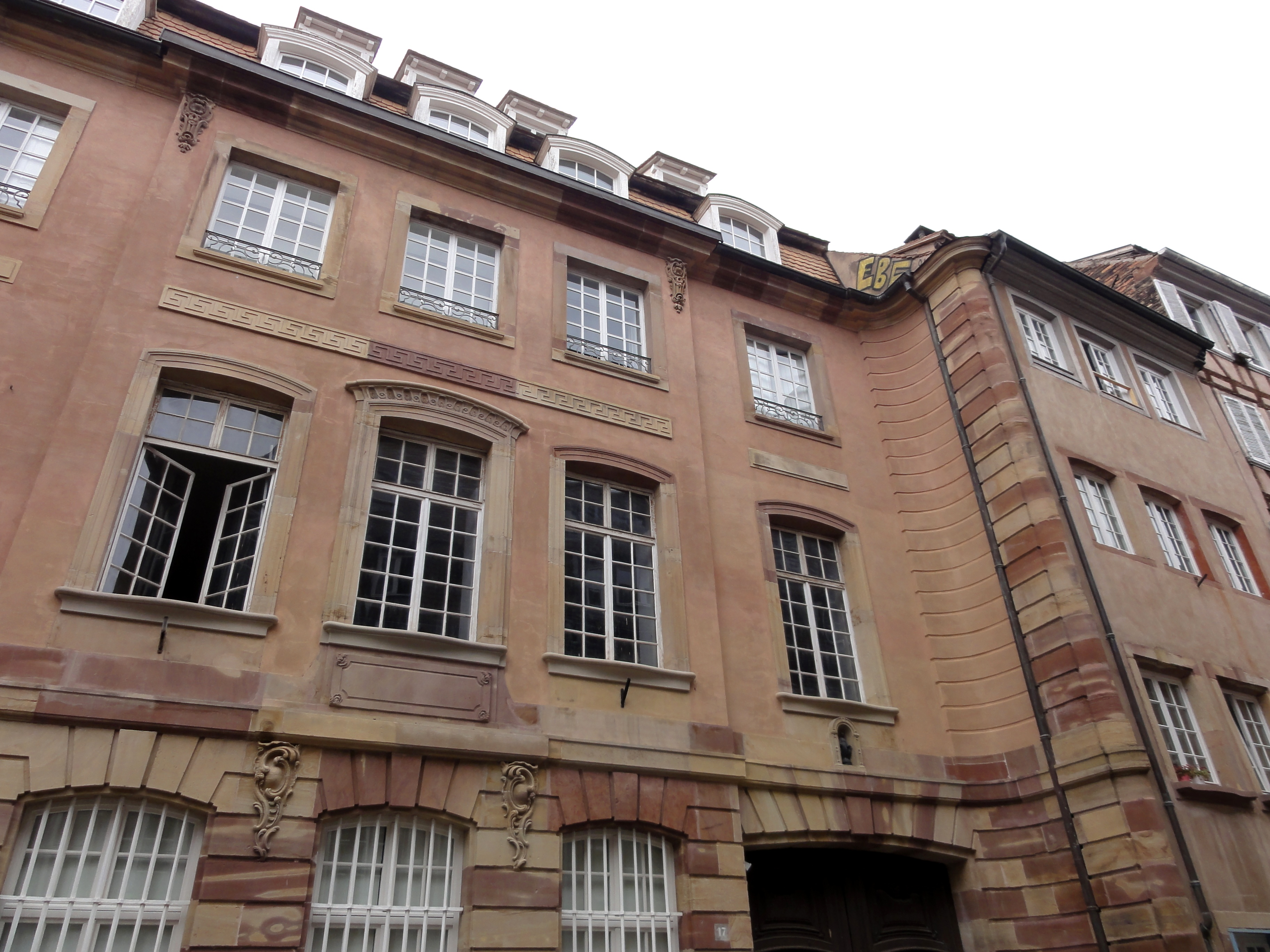
Façade de l'hôtel de Dartein.

Le côté impair de la rue (no 3) est de facture moderne.